# Henry Green
Pour les articles homonymes, voir Green.
Henry Green est le nom de plume de Henry Vincent Yorke, écrivain anglais (29 octobre 1905 – 13 décembre 1973).
Green est principalement connu pour son roman Amour (Loving) (1945), figurant dans la liste des cent meilleurs romans de langue anglaise du XXe siècle, établie par Time.
Il est considéré comme l'un des plus grands écrivains du courant moderniste, à côté de Virginia Woolf [réf. nécessaire].
Dans sa jeunesse, il fréquentait les Bright Young People, un groupe de jeunes aristocrates hédonistes qui défrayaient la chronique.

## Publications
- Blindness (1926)
- Living (1929)
- Party Going (1939)
- Pack My Bag (1940)
- Caught (1943)
- Amour (Loving) (1945)
- Back (1946)
- Concluding (1948)
- Nothing (1950)
- Doting (1952)

### Collections
- Surviving: The Uncollected Writings of Henry Green (1992)
- Loving; Living; Party Going (2005)
- Nothing; Doting; Blindness (2008)
- Caught; Back; Concluding (2016)